# Hou Yifan

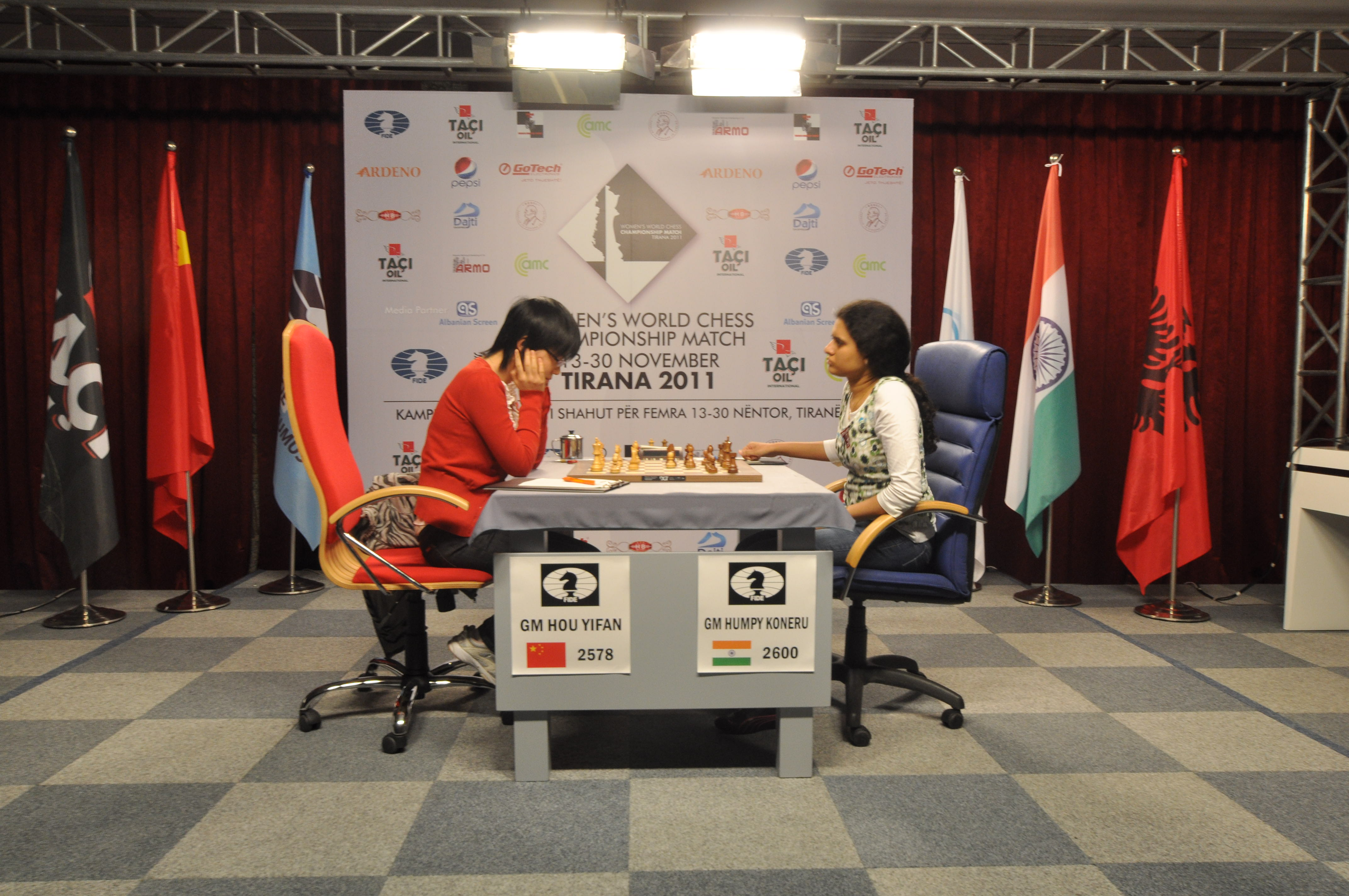
Mecz o mistrzostwo świata
Hou Yifan-Humpy Koneru, Tirana 2011

Hou Yifan (chiń. 侯逸凡; pinyin Hóu Yìfán wymowaⓘ; ur. 27 lutego 1994 w Jiangsu) – chińska szachistka, arcymistrzyni od 2007, posiadaczka tytułu arcymistrza (GM) od 2008, mistrzyni świata w latach 2010–2012, 2013–2015 oraz od 2016–2017.

## Kariera szachowa
W szachy gra od szóstego roku życia. W roku 2003 odniosła pierwszy międzynarodowy sukces, zwyciężając w rozegranych w Chalkidiki mistrzostwach świata juniorek do lat 10. Rok później zdobyła w Iraklionie brązowy medal w tej samej kategorii wiekowej, ale w konkurencji juniorów. W 2005 zajęła V miejsce w turnieju 3 Arrows Cup w Jinan (pokonując m.in. Almirę Skripczenko) oraz triumfowała w turnieju strefowym w Pekinie, natomiast w 2006 osiągnęła duży sukces, awansując do III rundy (w której uległa Nino Churcidze, wcześniej pokonując Nadieżdę Kosincewą i Natalię Żukową) mistrzostw świata rozegranych w Jekaterynburgu. W tym samym roku zdobyła również srebrny medal mistrzostw świata juniorek do lat 20, rozegranych w Erywaniu. W 2007 triumfowała w indywidualnych mistrzostwach Chin, stając się (w wieku 13 lat) najmłodszą w historii mistrzynią kraju. W 2008 zwyciężyła w silnie obsadzonym turnieju Atatürk Masters w Stambule, po raz drugi zdobyła tytuł indywidualnej mistrzyni Chin oraz osiągnęła największy sukces w karierze, zdobywając w Nalczyku tytuł wicemistrzyni świata (w finale uległa Aleksandrze Kosteniuk). W 2009 podzieliła II m. (za Humpy Koneru, wspólnie z Eliną Danielian) w pierwszym turnieju cyklu FIDE 2009/2010 Grand Prix, rozegranym w Stambule. W 2010 zwyciężyła w Kuala Lumpur oraz w trzecim turnieju cyklu FIDE Grand Prix, rozegranym w Ułan Bator. W tym samym roku zdobyła w Antiochii tytuł mistrzyni świata, w finale pokonując Ruan Lufei. Dzięki temu sukcesowi otrzymała tytuł „Sportsmenki Roku 2010 w Chinach”. W 2011 obroniła tytuł mistrzyni świata, zwyciężając w Tiranie Humpy Koneru w stosunku 5½ – 2½. W 2012, w VII rundzie turnieju Gibraltar Chess Festival, odniosła zwycięstwo nad Judit Polgár, które zyskało miano „historycznego”, gdyż Węgierka, nie grająca w turniejach z udziałem kobiet (z wyjątkiem rozegrania kilku pojedynczych partii z kobietami w turniejach otwartych), od połowy lat 90. XX wieku była niekwestionowaną najsilniejszą szachistką na świecie i jedyną w historii kobietą, która przekroczyła granicę 2700 punktów rankingowych. W turnieju tym pokonała jeszcze trzech innych zawodników z rankingiem ponad 2700 (Zoltana Almasiego, Le Quanga Liema i Aleksieja Szyrowa) i odniosła duży sukces, dzieląc I miejsce wspólnie z Nigelem Shortem (w dogrywce o zwycięstwo uległa mu w stosunku ½–1½) i uzyskując wynik rankingowy 2872 punktów. W 2012 zwyciężyła również w turnieju FIDE Grand Prix w Dżermuku. W 2013 odzyskała tytuł mistrzyni świata, pokonując w Taizhou Annę Uszeninę w stosunku 5½–1½. W 2014 zwyciężyła w turnieju FIDE Women’s Grand Prix series 2013–2014 w Lopocie oraz w turnieju Corsican Circuit na Korsyce. W marcu 2016 wygrała mecz o mistrzostwo świata kobiet z Mariją Muzyczuk w stosunku 6:3.
Wielokrotnie reprezentowała Chiny w rozgrywkach drużynowych, m.in.:
- pięciokrotnie na olimpiadach szachowych (w latach 2006, 2008, 2010, 2012, 2014); dziesięciokrotna medalistka: wspólnie z drużyną – trzykrotnie srebrna (2010, 2012, 2014) i brązowa (2006) oraz indywidualnie – złota (2012 – na I szachownicy), dwukrotnie srebrna (2006 – na IV szachownicy, 2014 – na I szachownicy) i trzykrotnie brązowa (2006 – za wynik rankingowy, 2008 – na I szachownicy, 2010 – na I szachownicy)[25]
- trzykrotnie na drużynowych mistrzostwach świata (w latach 2007, 2009, 2011); sześciokrotna medalistka: wspólnie z drużyną – trzykrotnie złota (2007, 2009, 2011) oraz indywidualnie – złota (2007 – na II szachownicy), srebrna (2011 – na I szachownicy) oraz brązowa (2009 – na I szachownicy)[26].

Najwyższy ranking w dotychczasowej karierze osiągnęła 1 marca 2015, z wynikiem 2686 punktów zajmowała wówczas 1. miejsce na światowej liście FIDE kobiet, jednocześnie zajmując 1. miejsce wśród chińskich szachistek oraz 59 pozycję na liście obejmującej wszystkich szachistów i szachistki globu.